# Massala larina
Massala larina är en fjärilsart som beskrevs av Druce 1890. Massala larina ingår i släktet Massala och familjen nattflyn. Inga underarter finns listade i Catalogue of Life.